# Sebahat Tuncel

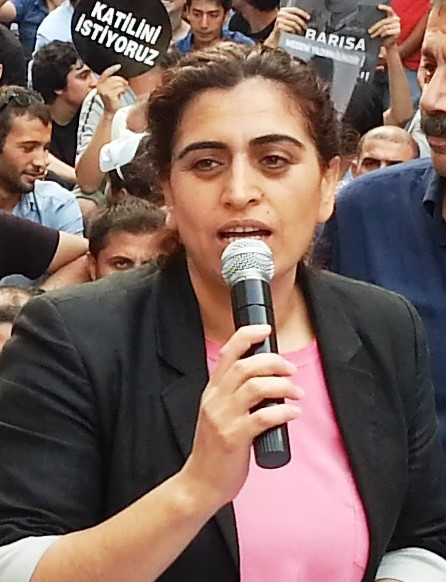
Sebahat Tuncel, 2014

Sebahat Tuncel (* 5. Juli 1975 Yazıhan in der Provinz Malatya) ist eine türkische Politikerin kurdischer Herkunft, Frauenrechtlerin, ehemalige Krankenschwester und Abgeordnete der Großen Nationalversammlung der Türkei. 
Sebahat Tuncel wurde 1975 in Yazıhan als Tochter von Fahrettin und Meryem Tuncel in einer alevitischen Familie geboren. Sie studierte an der Mersin Üniversitesi Kartografie und Landvermessung. Sebahat Tuncel war eine Mitbegründerin der Demokratik Toplum Partisi (DTP) und Mitglied des Zentralkomitees. Tuncel arbeitete auch für internationale Organisationen wie UNDP und Amnesty International.
Im Jahr 2006 wurde sie beschuldigt mehrere Reisen in die Lager der PKK in den Nordirak unternommen zu haben und wurde aufgrund des Verdachtes einer Mitgliedschaft in der PKK angeklagt und in Gebze inhaftiert. Für die Parlamentswahlen 2007 kandidierte Tuncel als unabhängige Kandidatin für die Provinz Istanbul und gewann mit 93.000 Stimmen im dritten Wahlbezirk von Istanbul. Daraufhin wurde sie am 25. Juli 2007 aus der Haft entlassen. Damit ist Tuncel die erste Abgeordnete, die aus dem Gefängnis heraus eine Wahl gewann. Sie ist auch die jüngste Abgeordnete in der Geschichte der Türkei. Tuncel ist ledig.
Nach dem Verbot der DTP am 11. Dezember 2009 trat Tuncel der Barış ve Demokrasi Partisi bei. Für die Parlamentswahlen im Juni 2011 stellte sie sich als unabhängige Kandidatin wieder für Istanbul auf und wurde wieder gewählt.
Im März 2013 wurde sie von einem Gericht in Silopi zu einer Geldstrafe von 25.000 türkischen Lira verurteilt, weil sie bei den Newrozfeierlichkeiten von 2011 einem Polizeiinspektor in Şırnak eine Ohrfeige gegeben haben soll.
Für die kommenden Kommunalwahlen im März 2014 beschlossen die BDP-Abgeordneten Tuncel, Ertuğrul Kürkçü und Sırrı Süreyya Önder Ende Oktober 2013 aus der Partei austreten und sich der Halkların Demokratik Partisi (HDP; Die demokratische Partei der Völker) anzuschließen. Dahinter stand die Idee mit der HDP größere Chancen bei den Wahlen zu erreichen, weil die "Kurdenpartei" BDP im Westen des Landes unattraktiv ist.  Auf dem Parteitag der HDP am 27. Oktober in Ankara wurde Tuncel zusammen mit Kürkçü zu Parteivorsitzenden gewählt.